# Xanthorhoe monastica
Xanthorhoe monastica là một loài bướm đêm trong họ Geometridae.